# Gerhard Klebe
Gerhard Klebe (* 1954 in Frankfurt am Main) ist ein deutscher Chemiker (pharmazeutische Chemie, Kristallographie) und Hochschullehrer an der Philipps-Universität Marburg.
Klebe studierte Chemie an der Goethe-Universität Frankfurt am Main, an der er 1977 sein Diplom erhielt und 1982 bei Karl Hensen promoviert wurde (Darstellung und Strukturaufklärung von Chelatkomplexen des Bors und des Siliciums: tetrakoordiniertes Bor und pentakoordiniertes Silicium). 1981 war er am Institut Laue-Langevin in Grenoble, wo er sich mit Neutronenstreuung und Differenzelektronenbestimmung in der Kristallographie befasste. Als Postdoktorand war er im Institut für Kristallographie der Universität Frankfurt bei Hartmut Fueß und an der Universität Bern bei Hans Beat Bürgi. Ab 1984 war er am Hauptlabor der BASF in Ludwigshafen im Bereich Wirkstoffdesign und Kristallographie. 1991 habilitierte er sich an der Universität Heidelberg bei Richard Neidlein (Beiträge zur Korrelation von Struktur und Eigenschaft – eine Betrachtung aus kristallographischer Blickrichtung) und hatte danach einen Lehrauftrag in Heidelberg, bevor er 1996 Professor für pharmazeutische Chemie in Marburg wurde.
Klebe befasst sich mit Struktur-Reaktivitäts-Korrelationen, Konformations- und Pharmakophoranalysen sowie 3D-QSAR-Methoden. Sein Buch über Wirkstoffdesign mit Hans-Joachim Böhm (Hoffmann-La Roche) und Hugo Kubinyi (BASF) erhielt 1999 den Literaturpreis des Fonds der Chemischen Industrie.
Er war Herausgeber des Journal of Computer-Aided Molecular Design und war im Rat des Cambridge Crystallographic Data Centre.

## Schriften
- Gerhard Klebe: Wirkstoffdesign: Entwurf und Wirkung von Arzneistoffen. 3.  Auflage. Springer Spektrum, Berlin 2023, ISBN 978-3-662-67208-2.
  - Gerhard Klebe: Drug design: methodology, concepts, and mode-of-action (= Springer reference). Springer Reference, Berlin Heidelberg 2013, ISBN 978-3-642-17906-8.